# خلوم (ناحیه پلزن-جنوبی)
خلوم (به چکی: Chlum) یک منطقهٔ مسکونی در جمهوری چک است که در Plzeň-South District واقع شده‌است. خلوم ۴٫۰۴ کیلومتر مربع مساحت و ۲۰۸ نفر جمعیت دارد و ۴۹۶ متر بالاتر از سطح دریا واقع شده‌است.